# Canal Sur 2 Accesible
Canal Sur 2 Accesible es un canal de televisión en abierto autonómico español. Fue lanzado el 5 de junio de 1998 como el segundo canal de Canal Sur Televisión. El 1 de octubre de 2012, eliminó su programación por completo y se convirtió en una señal en simultáneo con Canal Sur Televisión, con la diferencia de que emite subtítulos, lengua de signos y programación audiodescrita.

## Historia
Canal 2 Andalucía nació el 5 de junio de 1998 conmemorando el centésimo aniversario del nacimiento de Federico García Lorca, para desdoblar la oferta de Canal Sur TV, con una cobertura total del 99,7% de la población y llegando al 99,8% de la población el 2 de septiembre de 1998 (aunque con la llegada de la TDT, bajó su cobertura hasta el 94,1%). Este canal heredaría la programación musical, cultural, infantil y la gran parte de la divulgativa de su hermana mayor Canal Sur TV. En su primer año de emisión, su audiencia fue de un 0,7% de cuota, aunque en su segundo año subió hasta el 2,1%, alcanzando a Canal+. En sus posteriores años, consiguió hasta un gran 6% en 2006, superando a La 2, y consagrándose como la cadena de nueva generación líder en Andalucía, así también en Ceuta y Melilla, donde consiguió bastante popularidad y audiencia.
Durante esta etapa, se crearon programas como Telenoticias, Tododeporte, La noche al día y el heredero de Canal Sur Cifras y letras, que consiguieron mantenerse en antena hasta la fusión con Canal Sur Televisión. También emitía sesiones del parlamento andaluz, eventos de carnavales y actos públicos. 
Canal Sur 2 cambió a esta denominación el 5 de junio de 2008, coincidiendo así con su décimo aniversario. Cambió el nombre para unificar los canales de la empresa, su programación se mantuvo casi intacta, solo con algunas novedades como el exitoso Taxi. También fue el que cambió de analógico a digital, y también cambió sus emisiones a la relación de aspecto 16:9.
En esta etapa mantuvo una audiencia similar aunque decreciente, debido fundamentalmente al dividendo digital y a los nuevos canales gratuitos por TDT. El 30 de agosto de 2012 alcanzó su peor audiencia en los últimos 10 años, un 1,0% de cuota, principalmente provocados por eliminar de su parrilla sus principales espacios de entretenimiento.
Cierre de la programación
En septiembre de 2012, la cadena decide cerrar su programación para intentar ahorrar unos 20 millones de euros. Desde octubre de ese mismo año, la cadena emite la misma señal que Canal Sur, pero con subtítulos y lengua de signos. Muchos sordos catalogan esta decisión como un cierre paulatino. Este cambio empezó a producirse el 1 de octubre de 2012 y trajo como consecuencias un cambio de color de la imagen corporativa (de verde a azul) y un descenso masivo de la audiencia a un 0,2%.
En 2015, la RTVA creó un canal secundario cultural llamado Andalucía TV.
El 12 de febrero de 2024 debido a la desaparición de los canales en definición estándar y su evolución a la alta definición, Canal Sur 2 pasa a llamarse Canal Sur 2 Accesible, eliminando el número 2 de su logotipo (aunque manteniéndolo en antena) y reemplazándolo por el símbolo de accesible de su logo.
El 17 de mayo de 2025, Canal Sur 2 emite por primera vez en más de doce años programación diferenciada de Canal Sur Televisión (y de Andalucía Televisión), un partido de la semifinal de la Copa del Rey de fútbol sala.

## Imagen corporativa
La imagen corporativa de Canal Sur 2 fue de 1998 a 2008 un cuadrado verde con la palabra canal en su interior, con el número 2 junto a él y la palabra Andalucía bajo este (entonces denominada como Canal 2 Andalucía). 
Entre 2008-2011 la imagen cambió, pasando a ser un cuadrado verde con el número 2 en su interior, y bajo él las letras Canal Sur Andalucía. 

A partir del 28 de febrero de 2011, coincidiendo con el Día de Andalucía, Canal Sur, Canal Sur 2 y Canal Sur HD, renovaron su imagen corporativa, en la que se mantuvieron la C con los rayos pero esta vez encerrada en un cuadro con un color distinto y las letras correspondientes a cada cadena. Para Canal Sur, azul y con un 1 en su interior; para Canal Sur 2 (antes Canal 2 Andalucía) verde y un 2, para Andalucía TV también verde y una A y para Canal Sur HD, rojo y las letras "HD". A partir de octubre de 2012 (con el cambio hacia la retransmisión de la programación de Canal Sur 1 adaptada a sordomudos), la imagen continuó siendo la misma, pero con la única diferencia de que esta vez su color cambiaría a azul.

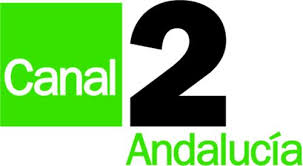
Logotipo usado desde 1998 hasta 2008.
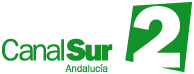
Logotipo usado desde 2008 hasta 2011.
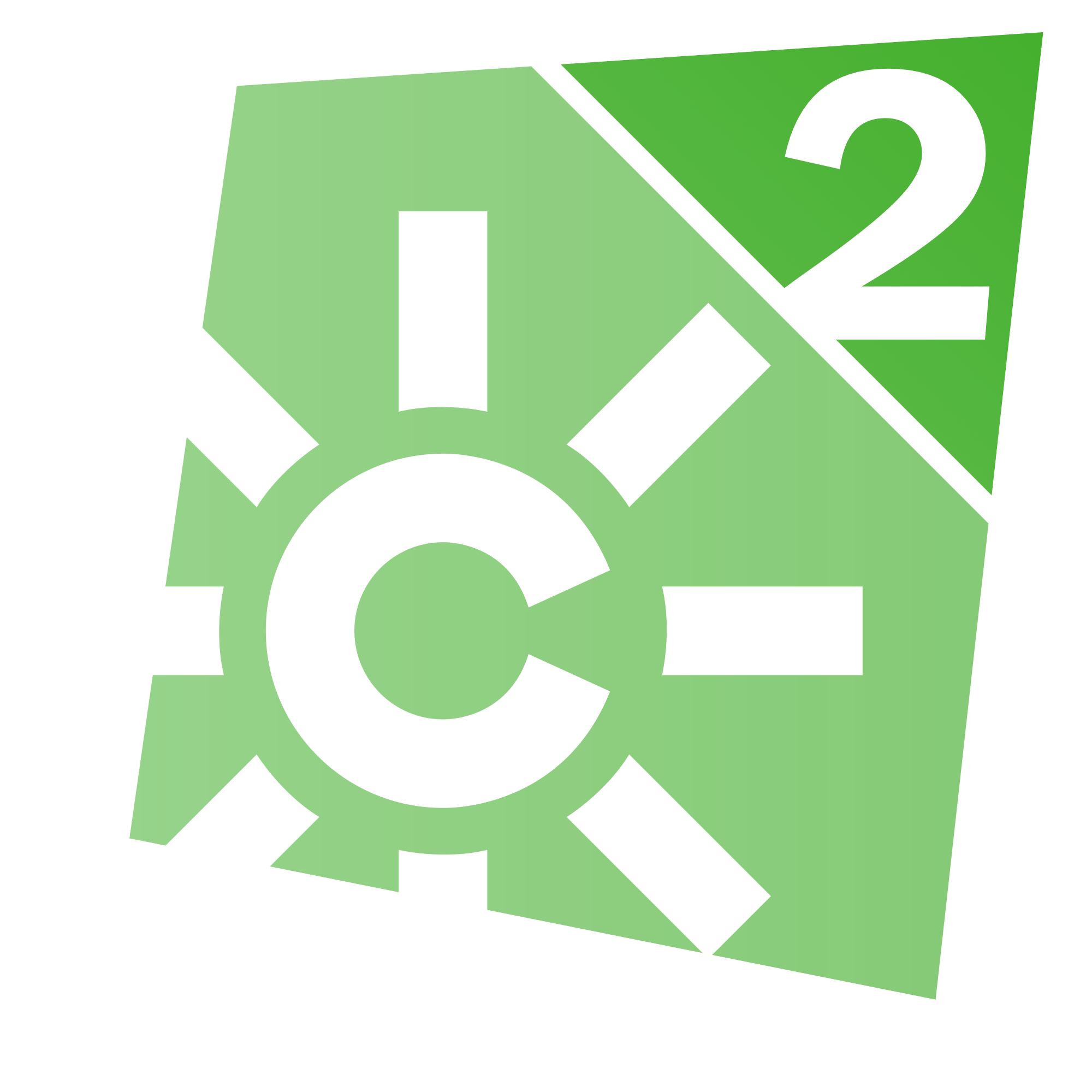
Logotipo usado desde 2011 hasta 2012 y desde 2018 hasta la actualidad.
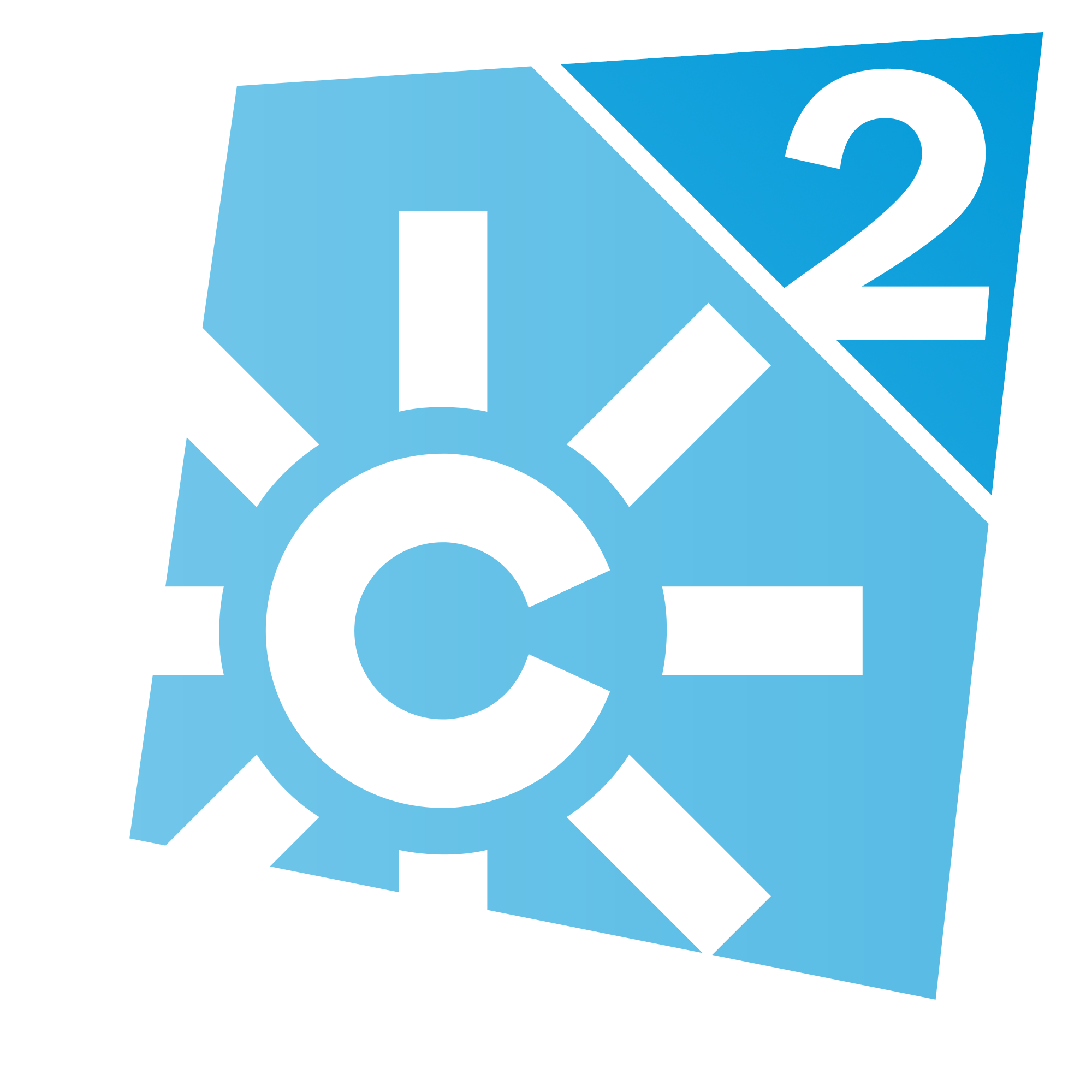
Logotipo usado desde 2012 hasta 2018.

## Audiencia
- En negrita: Los liderazgos mensuales entre las cadenas de segunda generación.
- En negrita*: Récord y liderazgo histórico mensual entre las cadenas de segunda generación.
- En negrita**: Récord anual de audiencia.
- En negrita***: Empate técnico.
- En rojo*: Mínimo histórico mensual.
- En rojo**: Mínimo histórico anual.  
  - Fuente:[4][5][6][7][8][9][10][11][12][13][14][15][16][17][18][19][20][21][22][23][24][25][26][27][28]

| Año  | Enero   | Febrero | Marzo | Abril | Mayo    | Junio   | Julio | Agosto | Septiembre | Octubre | Noviembre | Diciembre | Media Anual |
| ---- | ------- | ------- | ----- | ----- | ------- | ------- | ----- | ------ | ---------- | ------- | --------- | --------- | ----------- |
| 1998 | -       | -       | -     | -     | -       | 0,2%    | 0,6%  | 0,9%   | 1,0%       | 1,0%    | 1,1%      | 1,1%      | 0,7%**      |
| 1999 | 1,3%    | 1,4%    | 1,5%  | 1,7%  | 2,0%    | 2,2%    | 2,4%  | 2,6%   | 2,9%       | 2,5%    | 2,5%      | 2,2%      | 2,1%        |
| 2000 | 2,1%    | 2,5%    | 2,7%  | 2,9%  | 3,3%    | 4,0%    | 4,8%  | 4,5%   | 4,9%       | 3,9%    | 3,6%      | 3,3%      | 3,5%        |
| 2001 | 3,2%    | 3,7%    | 3,7%  | 3,9%  | 4,5%    | 5,3%    | 5,8%  | 5,2%   | 5,3%       | 4,7%    | 5,0%      | 4,9%      | 4,2%        |
| 2002 | 4,5%    | 4,7%    | 4,6%  | 4,8%  | 5,0%    | 5,1%    | 5,7%  | 5,2%   | 4,9%       | 4,6%    | 4,9%      | 4,9%      | 4,6%        |
| 2003 | 4,7%    | 5,1%    | 5,2%  | 5,4%  | 5,6%    | 5,7%    | 5,3%  | 5,2%   | 5,4%       | 5,4%    | 4,8%      | 4,8%      | 5,2%        |
| 2004 | 5,0%*** | 5,0%    | 5,5%  | 5,2%  | 5,2%*** | 5,2%    | 5,3%  | 5,6%   | 6,2%*      | 6,0%    | 5,7%      | 5,8%      | 5,5%**      |
| 2005 | 5,8%    | 6,2%*   | 6,0%  | 6,0%  | 5,6%    | 5,6%    | 5,3%  | 5,6%   | 5,4%       | 5,0%    | 4,8%      | 4,6%      | 5,5%**      |
| 2006 | 4,2%    | 4,4%    | 4,6%  | 4,3%  | 4,4%    | 4,1%    | 4,1%  | 4,3%   | 4,2%       | 4,1%    | 3,9%      | 4,0%      | 4,2%        |
| 2007 | 3,7%    | 3,9%    | 3,9%  | 4,2%  | 4,0%    | 4,1%*** | 3,4%  | 3,6%   | 3,8%***    | 3,8%    | 4,1%      | 4,0%***   | 3,9%        |
| 2008 | 4,3%    | 4,1%*** | 3,9%  | 4,2%  | 4,2%    | 4,4%    | 4,1%  | 3,9%   | 4,2%       | 4,5%    | 4,1%      | 4,1%      | 4,1%        |
| 2009 | 4,1%    | 4,2%    | 4,0%  | 3,3%  | 3,2%    | 3,4%*** | 3,1%  | 3,0%   | 2,5%       | 2,8%    | 2,3%      | 2,0%      | 3,2%        |
| 2010 | 1,9%    | 2,2%    | 2,2%  | 2,1%  | 2,1%    | 2,1%    | 1,9%  | 1,8%   | 1,8%       | 1,8%    | 1,7%      | 1,6%      | 1,9%        |
| 2011 | 1,7%    | 1,6%    | 1,7%  | 1,5%  | 1,6%    | 1,4%    | 1,3%  | 1,4%   | 1,4%       | 1,5%    | 1,3%      | 1,3%      | 1,5%        |
| 2012 | 1,3%    | 1,9%    | 1,4%  | 1,3%  | 1,3%    | 1,2%    | 1,3%  | 1,2%   | 1,1%       | 0,0%*   | 0,0%*     | 0,0%*     | 1,0%        |

### Liderazgos y otros datos
- Sus máximos históricos mensuales corresponden a septiembre de 2004 y febrero de 2005 con un 6,2% y sus mínimos históricos mensuales datan de los meses de octubre, noviembre y diciembre de 2012 con un 0% técnico, debido al cierre de la señal propia de la cadena y su emisión dual con Canal Sur Televisión.

- Sus máximos históricos anuales corresponden a los años 2004 y 2005, también ambos con liderazgo anual entre las segundas cadenas públicas con un 5,5% de cuota. Su mínimo histórico anual corresponde a su primer año de emisión, 1998, con un 0,7%.

- Conquistó por primera vez el liderazgo ante La 2 de Televisión Española en abril de 2003. A ese mes, le seguirían los meses de mayo, junio y octubre de ese año.

- En el año 2004 lideró en los meses de febrero y marzo y entre septiembre y diciembre; con empate técnico en los meses de enero y mayo. En 2004 alcanzó por primera vez el liderazgo anual entre las cadenas de su generación.

- Lideró todos los meses de 2005.

- En el año 2006, la aparición de Cuatro en el mes de noviembre de 2005 y de La Sexta en marzo de 2006, hizo mella en la audiencia de la cadena que fue perdiendo audiencia paulatinamente, liderando únicamente en los meses de enero, febrero y marzo; aunque siguió estando por encima de La 2 durante todo el año.

- En el año 2007 perdió el liderazgo en el mes de enero, cediendo por primera vez en 22 meses el liderazgo entre las segundas cadenas públicas frente a La 2, recuperándolo de febrero a mayo, de julio a agosto y en noviembre; más empates técnicos en los meses de junio, septiembre y diciembre, coliderando con La 2 entre las segundas cadenas públicas con un 3,8% de cuota cada una, perdiendo este liderato por primera vez en tres años.

- En el año 2008 ganó en los meses de enero y junio y de septiembre a diciembre a La 2, en febrero hubo empate y entre los meses de marzo a mayo, julio y agosto perdió frente a La 2. Perdió el liderazgo anual por una décima de cuota.
- En el año 2009 lideró entre los meses de enero a marzo y empató en el de junio con La 2. Desde julio de 2009 hasta el fin de sus emisiones en octubre de 2012 no volvió a liderar ningún mes.